# بيتر مكاي (لاعب كريكت)
بيتر مكاي (12 أكتوبر 1994 في المملكة المتحدة - ) (بالإنجليزية: Peter McKay)‏ هو لاعب كريكت بريطاني. لعب مع نادي وارويكشاير للكريكيت ‏.

## وصلات خارجية
- بيتر مكاي على موقع إي آس بي آن كريك إنفو (الإنجليزية)